# Детенхаузен
Детенхаузен (њем. Dettenhausen) општина је у њемачкој савезној држави Баден-Виртемберг. Једно је од 15 општинских средишта округа Тибинген. Према процјени из 2010. у општини је живјело 5.467 становника. Посједује регионалну шифру (AGS) 8416009.

## Географски и демографски подаци
Детенхаузен се налази у савезној држави Баден-Виртемберг у округу Тибинген. Општина се налази на надморској висини од 412 метара. Површина општине износи 11,0 km². У самом мјесту је, према процјени из 2010. године, живјело 5.467 становника. Просјечна густина становништва износи 496 становника/km².